# Hanna (Indiana)
Hanna – jednostka osadnicza w Stanach Zjednoczonych, w stanie Indiana, w hrabstwie LaPorte.